# Castelo de Miramont (Aude)

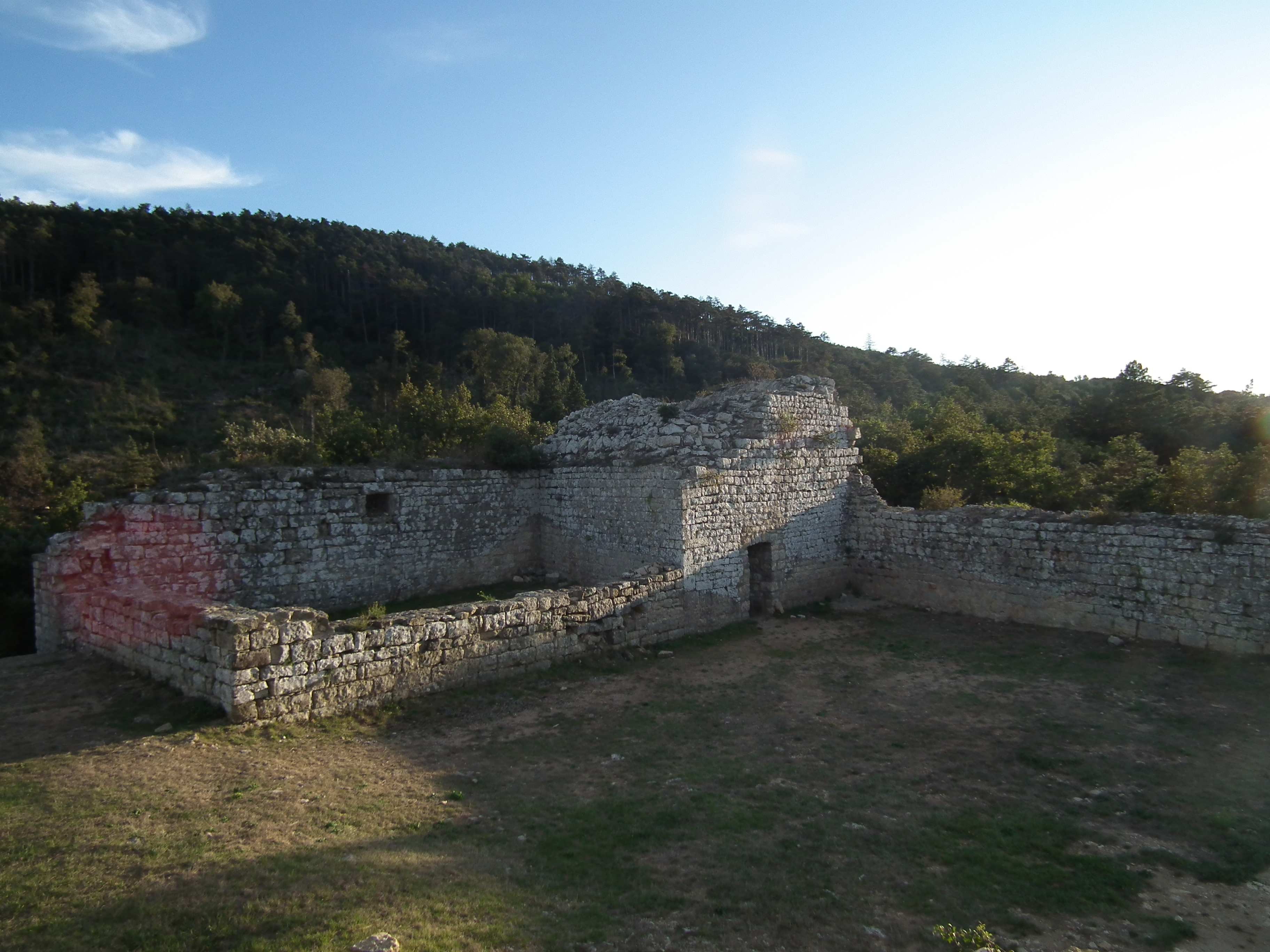
Château de Miramont

O Château de Miramont é um castelo em ruínas na comuna de Barbaira, no departamento de Aude, na França.
O castelo é propriedade da comuna francesa. Está classificado, desde 1926, como monumento histórico pelo Ministério da Cultura da França.